# Кварњенто
Кварњенто (итал. Quargnento) је насеље у Италији у округу Алесандрија, региону Пијемонт.
Према процени из 2011. у насељу је живело 1042 становника. Насеље се налази на надморској висини од 119 м.

## Становништво
| 1931. | 1936. | 1951. | 1961. | 1971. | 1981. | 1991. | 2001. | 2011. |
| ----- | ----- | ----- | ----- | ----- | ----- | ----- | ----- | ----- |
| 2.209 | 2.120 | 1.831 | 1.602 | 1.384 | 1.280 | 1.281 | 1.296 | 1.397 |